# Hugh Griffith
Pour les articles homonymes, voir Griffith.
Hugh Griffith est un acteur gallois, né le 30 mai 1912 à Marian-glas (en) et mort le 14 mai 1980 à Londres.

## Biographie
Hugh Griffith apprend le métier de comédien à la Royal Academy of Dramatic Art. Acteur de second rôle fréquemment employé par le cinéma britannique et le cinéma américain, il interprète souvent des personnages truculents.
Il est surtout connu pour le rôle du sheik Ildérim dans Ben-Hur de William Wyler (une performance comique qui lui vaut l'oscar du meilleur acteur dans un second rôle). 
Il interprète le père haut en couleur d'Audrey Hepburn, faussaire fils de faussaire, dans Comment voler un million de dollars du même William Wyler.
Il est victime d'une crise cardiaque dont il meurt le 14 mai 1980 à 67 ans.

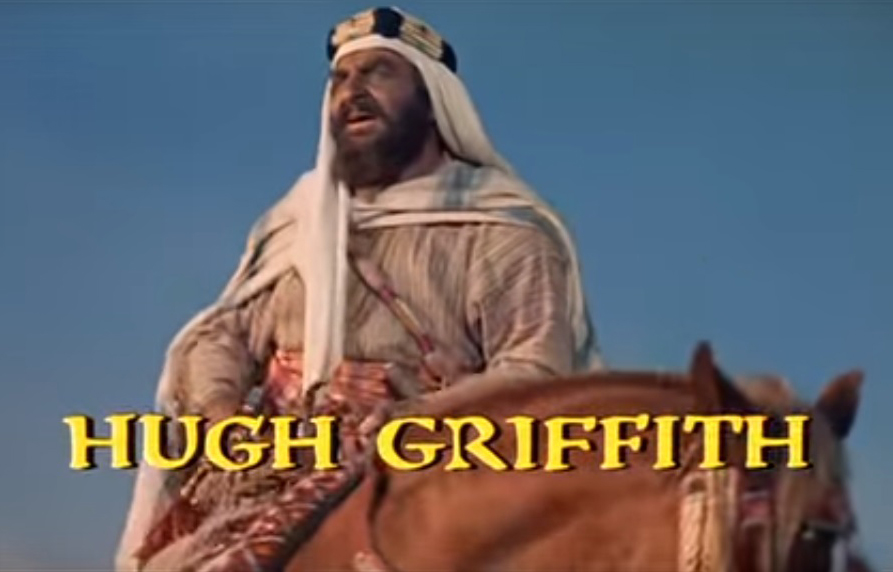
Hugh Griffith : le cheik Ilderim dans le Ben-Hur de William Wyler, en 1959

## Filmographie
- 1939 : Johnson Was No Gentleman (TV) : A Footman
- 1940 : Neutral Port de Marcel Varnel : Bit
- 1947 : Silver Darlings de Clarence Elder et Clifford Evans : Packman
- 1948 : The Three Weird Sisters de Daniel Birt : Mabli Hughes
- 1948 : Le Destin de Léopold Ier (The First Gentleman) de Alberto Cavalcanti : Bishop of Salisbury
- 1948 : So Evil My Love de Lewis Allen : Coroner
- 1948 : London Belongs to Me de Sidney Gilliat : Headlam Fynne
- 1949 : The Last Days of Dolwyn de Emlyn Williams : The Minister
- 1949 : Dr. Morelle: The Case of the Missing Heiress de Godfrey Grayson : Bensall, the butler
- 1949 : Noblesse oblige (Kind Hearts and Coronets) de Robert Hamer : Lord High Steward
- 1949 : De la coupe aux lèvres (A Run for Your Money) de Charles Frend : Huw
- 1950 : La Renarde (Gone to Earth) de Michael Powell et Emeric Pressburger : Andrew Vessons
- 1951 : The Galloping Major de Henry Cornelius : Harold Temple, Process Server
- 1951 : Rires au paradis (Laughter in Paradise) de Mario Zampi : Henry Russell
- 1952 : The Wild Heart : Andrew Vessons
- 1953 : The Million Pound Note : The Reporter
- 1953 : Tortillard pour Titfield (The Titfield Thunderbolt) de Charles Crichton : Dan
- 1953 : The Beggar's Opera de Peter Brook : The Beggar
- 1954 : La bête s'éveille (The Sleeping Tiger) de Joseph Losey : The Inspector
- 1955 : The Moment of Truth (TV)
- 1955 : Passage Home de Roy Baker : Pettigrew
- 1955 : Quatermass II (série télévisée) : Dr Leo Pugh
- 1957 : Sept Jours de malheur (Lucky Jim) de John Boulting : Prof. Welch
- 1957 : The Good Companions de Jack Lee Thompson : Morton Mitcham
- 1959 : The Waltz of the Toreadors (TV) : Général St. Pé
- 1959 : Ben-Hur de William Wyler : Sheik Ilderim
- 1959 : Du sang en première page (The Story on page one) de Clifford Odets : Judge Edgar Neilsen
- 1960 : The Citadel (en) (TV) : Philip Denny
- 1960 : Le Jour où l'on dévalisa la banque d'Angleterre (The Day They Robbed the Bank of England) de John Guillermin : O'Shea
- 1960 : Exodus de Otto Preminger : Mandria
- 1962 : Trahison sur commande (The Counterfeit Traitor) de George Seaton : Collins
- 1962 : L'Inspecteur (Lisa) de Philip Dunne : Van der Pink
- 1962 : Le Verdict (Term of Trial) de Peter Glenville : O'Hara
- 1962 : Les Révoltés du Bounty (Mutiny on the Bounty), de Lewis Milestone : Alexander Smith
- 1963 : Hide and SeekCy Endfield de  : Wilkins
- 1963 : Tom Jones: de l'alcôve à la potence (Tom Jones) de Tony Richardson : Squire Western
- 1964 : The Bargee de Duncan Wood : Joe Turnbull
- 1965 : The Walrus and the Carpenter (série télévisée)
- 1965 : Les Aventures amoureuses de Moll Flanders (The Amorous Adventures of Moll Flanders)  de Terence Young : Prison Governor
- 1966 : Opération Opium (The Poppy Is Also a Flower) : Tribal chief
- 1966 : Comment voler un million de dollars (How to Steal a Million) de William Wyler : Charles Bonnet
- 1966 : Dare I Weep, Dare I Mourn (en) (téléfilm diffusé le 21 septembre 1966, une pièce de Stanley Mann d’après une histoire de John le Carré avec James Mason)
- 1967 : Brown Eye, Evil Eye
- 1967 : Oh Dad, Poor Dad, Mama's Hung You in the Closet and I'm Feeling So Sad de Richard Quine : Commodore Roseabove
- 1967 : Le Marin de Gibraltar (The Sailor from Gibraltar) de Tony Richardson : Llewellyn
- 1967 : La Ceinture de chasteté (La cintura di castità) de Pasquale Festa Campanile : Ibn-el-Rascid
- 1968 : C'est mon mari et je le tue quand bon me semble (Il marito è mio e l'ammazzo quando mi pare) de Pasquale Festa Campanile : Ignazio
- 1968 : Oliver ! de Carol Reed : The Magistrate
- 1968 : L'Homme de Kiev (The Fixer) de John Frankenheimer : Lebedev
- 1970 : Commencez la révolution sans nous (Start the Revolution Without Me) de Bud Yorkin : King Louis XVI
- 1970 : Wuthering Heights de Robert Fuest : Dr Kenneth
- 1970 : Les Crocs de Satan (Cry of the Banshee) de Gordon Hessler : Mickey
- 1971 : Mais qui a tué tante Roo ? (Whoever Slew Auntie Roo?) de Curtis Harrington : The Pigman (Mr. Harrison)
- 1971 : L'Abominable Docteur Phibes (The Abominable Dr Phibes) de Robert Fuest : Rabbi
- 1972 : Crescete e moltiplicatevi de Giulio Petroni
- 1972 : Clochemerle (série télévisée) : Alexandre Bourdillat
- 1972 : Les Contes de Canterbury (I Racconti di Canterbury) de Pier Paolo Pasolini : Sir January
- 1972 : Le Retour de l'abominable Docteur Phibes (Dr Phibes Rises Again) de Robert Fuest : Harry Ambrose
- 1972 : Quoi ? (What?) de Roman Polanski : Joseph Noblart
- 1973 : Luther de Guy Green : John Tetzel
- 1973 : Les Décimales du futur (The Final Programme) de Robert Fuest : Professor Hira
- 1973 : Un tueur sous influence de  Freddie Francis : Solicitor
- 1973 : Take Me High de David Askey : Sir Harry Cunningham
- 1974 : Cugini carnali de Sergio Martino
- 1975 : La Légende du loup-garou (Legend of the Werewolf) de Freddie Francis : Maestro Pamponi
- 1976 : The Passover Plot de Michael Campus : Caiaphas
- 1977 : Treize Femmes pour Casanova (Casanova & Co.) de Franz Antel : The Caliph
- 1977 : Joseph Andrews de Tony Richardson : Squire Western
- 1977 : Mon « Beau » légionnaire (The Last Remake of Beau Geste) de Marty Feldman : Judge
- 1978 : Grand Slam (TV) : Caradog Lloyd-Evans
- 1978 : The Hound of the Baskervilles de Paul Morrissey : Frankland
- 1979 : Le Casse de Berkeley Square (A Nightingale Sang in Berkeley Square) de Ralph Thomas : Sid Larkin